# 생일 파티 (희곡)
《생일 파티》(The Birthday Party)는 영국의 전후 극작가 해럴드 핀터의 희곡이다. 1958년 작이다. 그가 즐겨쓰는 주제, 즉 외부로부터 차단된 '방'의 세계 속에 정체불명의 힘이 침입해 들어온다는 이른바 '위협의 희극'의 대표적 작품이다.  한국에서는 박영희 역, 유덕형 연출로 극단 '드라마센터'에 의하여 1970년 10월, 1971년 2월에 상연된 바 있다.  이 경우의 '방'의 주인공은 스탠리. 밝혀지지 않은 동기(핀터의 작품에서는 언제나 그렇다)로 해서 어느 해변가 하숙집에 살고 있는 피아니스트 출신의 스탠리라는 사나이는 하숙집 안주인의 지나친 보살핌을 받고 있는데 어느날 난데없이 골드버그(유태인)와 매캔(아일랜드인)이라는 정체 불명의 두 사나이의 방문을 받는다. 그들은 받고 싶지도 않은 친절을 잔뜩 베풀고 급기야는 스탠리 자신이 알지도 못하는 생일잔치를 베풀어 한바탕 소란을 피운 다음날 쥐도 새도 모르게 그를 납치해 간다. 나갈 때의 스탠리의 행색은 이미 자신의 의사를 완전히 상실한 듯한 멍한 표정이다. 그러나 하숙집 아주머니는 그 사실도 모른 채 있다. 마치 무슨 갱스터 이야기를 연상시키기도 하는 이 극은 그러나 다의적(多義的)으로 해석될 수 있는 공백적 부분을 많이 남겨 놓고 있다. 이 점을 핀터의 묘미라고 해석하는 사람이 많다.

## 같이 보기
- 해럴드 핀터